# چسبک‌ماهی نیزه‌ای
چسبک‌ماهی نیزه‌ای (نام علمی: Remora brachyptera) نام یک گونه از سرده چسبک‌ماهی است.